# Enthauptung von 21 koptischen Christen in Libyen
Bei der Enthauptung von 21 koptischen Christen in Libyen handelte es sich um einen Massenmord durch Kämpfer der Terrororganisation „Islamischer Staat“ (IS) an koptischen Christen am Strand im Westen der libyschen Stadt Sirte im Jahr 2015.
Bei den 21 namentlich bekannten Opfern der Bluttat handelte es sich um Gastarbeiter in Libyen. Zwanzig der Opfer waren ägyptische Kopten, dreizehn davon aus El-Or im Gouvernement al-Minya, eines ein Christ aus Ghana. Sie wurden bei zwei Angriffen der Gruppe Ansar al-Scharia, die sich im Oktober 2014 dem IS angeschlossen hat, im Dezember 2014 und Januar 2015 entführt.
Die enthaupteten Christen werden von der koptischen und der römisch-katholischen Kirche als die 21 Märtyrer von Sirte verehrt.

## Video
Die Tat wurde über ein Internetvideo bekannt. Der fünfminütige Film wurde am 15. Februar 2015 unter dem Titel Eine in Blut geschriebene Nachricht an die Nation des Kreuzes verbreitet.
In dem Video ist zu sehen, wie schwarzgekleidete Männer die einheitlich in orangefarbene Overalls gekleideten Opfer an einen Strand schleppen. Ein Sprecher der Gruppe sagt, man stünde „heute im Süden Roms, in Libyen“. An den Westen adressiert erklärt er: „Wir werden das Meer mit eurem Blut tränken.“ Im Anschluss ist zu sehen, wie die Extremisten die Opfer enthaupten.
Experten halten das Video für authentisch. Es ist die erste auf diesem Weg veröffentlichte Gräueltat des libyschen Ablegers der IS-Miliz.

## Reaktionen
Der UN-Sicherheitsrat und die Vereinigten Staaten verurteilten die Tat. Ägypten ließ seine Luftwaffe daraufhin IS-Stellungen in Libyen angreifen. Der koptische Patriarch Tawadros II. sprach die Männer heilig und nahm sie als Märtyrer in das Synaxarion auf. 

## Begräbnis
Am 28. September 2017 gab der libysche Generalstaatsanwalt Al Sadiq al Sour bekannt, dass der Ort, an dem die Männer verscharrt wurden, gefunden sei. Sie sollen nach El-Or überführt werden und in der neuen, 45 m hohen Kirche beigesetzt werden, die Staatspräsident Abd al-Fattah as-Sisi errichten ließ.